# Hércules (1814)
La fragata Hércules fue la nave insignia de la segunda escuadra de las Provincias Unidas del Río de la Plata, la cual en la campaña de 1814 al mando del comandante Guillermo Brown derrotó a las fuerzas navales realistas de Montevideo, y posibilitó la captura de la plaza.

## Historia
No se conoce a ciencia cierta donde fue construida, aunque en general se la considera de origen ruso, o incluso estadounidense. Anteriormente conocida como Duke of Palma, recibió posteriormente el nombre de Hércules, con el cual al mando del capitán William Coffin, entró en Buenos Aires el 22 de diciembre de 1813 procedente de Liverpool y consignada a Diego Brittain.
Fue ofrecida en venta a los responsables de armar la segunda escuadra, Juan Larrea y Guillermo Pío White por el capitán John Goodfellow (su agente) y fue adquirida el 27 de diciembre de ese mismo año a  cuenta del estado por la suma de $ 25.000 (mitad al contado y el resto a abonar en documentos contra la Aduana).
Portaba 350 toneladas y tenía 38 metros de eslora, 6 metros de manga, 5,8 metros de puntal y 2,25 metros de calado medio. 
Se la armó inicialmente con 30 cañones (4 de a 24 libras, 8 de a 18 libras, 12 de a 8 libras, 6 de a 6 libras y 6 pedreros. 
La tripulación era de 180 hombres entre tripulantes y tropa embarcada.
Se incorporó a la escuadra el 4 de enero de 1814 y fue elegido como buque insignia por el comandante Guillermo Brown. El mando le fue conferido al sargento mayor Elías Smith.

### Combate de Martín García
El 10 de marzo de 1814 la flota de Brown atacó a la escuadra realista comandada por el capitán Jacinto de Romarate estacionada en la Isla Martín García. 
El plan de Brown consistía en atacar por frente y retaguardia a la línea española. A esos efectos destacó una división compuesta por el Fortuna, Carmen y San Luis para que, rodeando por el oeste el banco situado a estribor de los realistas, cayera sobre su retaguardia mientras la fuerza principal atacaba su frente. Formaba esta división la Hércules sobre el ala izquierda, luego la Céfiro, el Nancy y la Juliet sobre el ala derecha.
A las 13:30, sin que estuviera aún en posición la división de flanqueo, la escuadra de Brown, en vanguardia la Juliet por tener el mejor práctico, abrió fuego vivo sobre los realistas que fue de inmediato respondido.
La capitana argentina intentó avanzar bajo fuego sobre la enemiga, pero habiendo perdido a su piloto varó en el banco del oeste de la isla bajo tiro de cañón y de proa al enemigo, con lo que sufrió el fuego sostenido de éste con fuertes pérdidas y sin poder responder más que con tres cañones, dedicando sus cañones de banda a las baterías en tierra. Brown cuestionó en su parte la manera en que el resto de la escuadra "se condujo durante la acción, a pesar de haberse hecho todas las señales y haber ido personalmente en mi bote antes de las 12 de la noche a instar y suplicar su apoyo, todo lo cual resultó inútil".
En esta, la primera y más sangrienta jornada del Combate de Martín García, Romarate consiguió rechazar exitosamente el asalto. Hubo 45 muertos y 50 heridos y las pérdidas de la fuerza atacante fueron elevadas. Se contaban entre ellas la del comandante de la Hércules Elías Smith, la del jefe de las tropas embarcadas el capitán francés Martín de Jaume, el teniente segundo Robert Stacy, el grumete Edward Price, los marineros Richard Brook y William Russell y el cocinero Peter Brown.

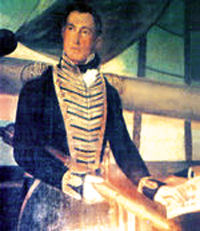
Brown (óleo de F.Goulu, 1825).

Bernard Campbell, quien era el Cirujano en Jefe, tuvo momentos muy difíciles debiendo tratar a los heridos con medios asistenciales inadecuados. Entre los heridos se encontraban el mayordomo Tomas Richard y los marineros James Stone, Henry Harris, Elsey Miller y Anthony O’Donnell.
Al amanecer del día 11, se reinició el fuego hasta las 8:45, en que finalmente la Hércules con sus velas y aparejos destrozados y 82 impactos en el casco consiguió zafar de la varadura aprovechando la marea y con el trinquete, su única vela utilizable aunque acribillada de metralla y bala, pudo salir del canal y retirarse maniobrando por el Banco de las Palmas. 
A la Hércules se le colocaron láminas de plomo bajo la línea de flotación y se calafateó (tratamiento para la impermeabilización) el casco con cueros y brea, por lo que se la apodó Fragata Negra.
Tras la muerte de Smith asumió el mando el capitán Guillermo MacDougall.
Tras las reparaciones y contando con el solo refuerzo de 49 hombres Brown volvió contra toda previsión al ataque y el 15 de marzo en una operación anfibia tomó la isla y forzó a la escuadra de Romarate a refugiarse en el Río Uruguay, dividiendo definitivamente las fuerzas enemigas y abriendo el camino al bloqueo de la ciudad de Montevideo.

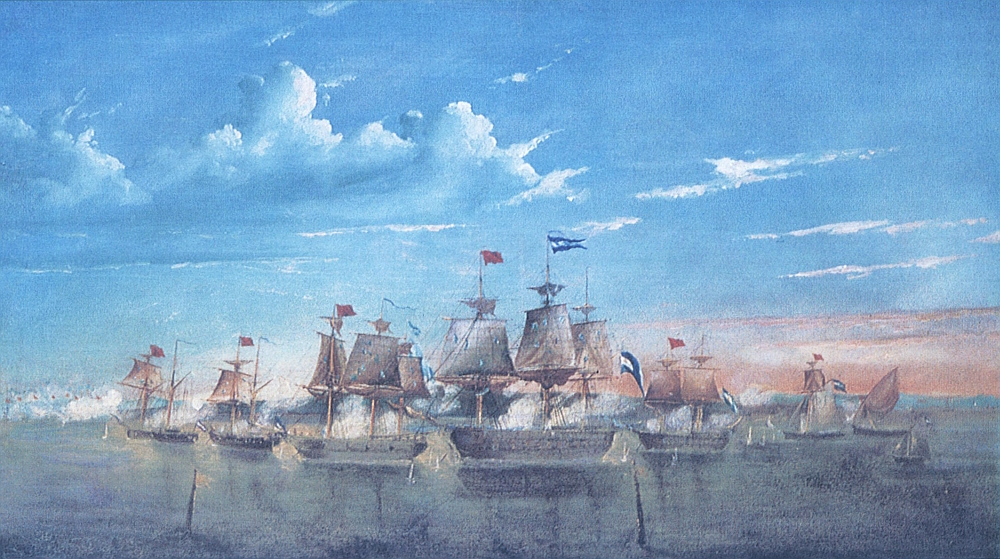
Combate de Martín García.

### Combate del Buceo
El 17 de abril asumió el mando el sargento mayor Ricardo Baxter quien lo desempeñó hasta el 23 de junio de 1814. 
El 12 de mayo Brown resolvió que 2 de los 4 cañones largos de a 6 libras con los que estaba artillado un bergantín mercante español de La Coruña, recientemente capturado, se colocarían en la Hércules, por lo que enfrentó el Combate naval del Buceo, que se inició el 14, con 32 cañones.
En el combate y debido a la calma reinante Brown pasó a la sumaca Itatí por ser más rápida y de fácil maniobra y desde ella inició el combate, siendo herido y quebrada su pierna derecha, dirigiendo entonces la acción desde una angarilla. El combate cesó por las condiciones meteorológicas adversas y se reinició el 17 frente a Montevideo, alcanzando Brown una victoria decisiva.
Brown mantuvo el bloqueo pero el 24 delegó transitoriamente el mando en su segundo, el teniente coronel Oliver Russell, para regresar con la Hércules a Buenos Aires para recuperarse de sus heridas. Restablecido parcialmente volvió en la capitana a Montevideo hallándose presente al momento de rendirse la plaza el 23 de junio de 1814.
El derrotado gobernador de Montevideo, Gaspar Vigodet, fue confinado como prisionero en la Hercules por dos semanas, alojándose en el camarote de Brown hasta ser embarcado en la Nancy rumbo a Europa. La Hércules permaneció anclada en Montevideo hasta el 6 de agosto en que regresó a Buenos Aires para ser desarmada en la Ensenada de Barragán.

### Corsario
El Director Supremo de las Provincias Unidas del Río de la Plata Gervasio Antonio de Posadas dio instrucciones por acta secreta del 2 de agosto de 1814 de transferir la propiedad del buque al coronel de marina Guillermo Brown, como premio por los servicios prestados durante la campaña. 
El 15 de agosto terminó el ajuste de la tripulación y el 7 de septiembre el secretario de marina Benito José de Goyena recibió la orden de entregar la nave a Brown, lo que efectuó el día 9. 
Brown entregó al gobierno 28 piezas de artillería: 4 carronadas de a 24 libras, 2 piezas largas de a 18, 10 piezas largas de a 12, 8 de a 8 libras y 4 piezas largas de a 6 libras. 
Montó por su parte 25 cañones: 1 de a 24 libras, 10 de a 12, 10 de a 8, 4 carronadas de a 24 libras y 4 pedreros e hizo forrar su casco con planchas de cobre. 
No obstante Brown no recibió autorización por lo que el mando formal de la nave quedó a cargo de su hermano Miguel Brown y de Walter Dawes Chitty, su cuñado, como segundo. Pese a las órdenes, apenas contó el 1º de septiembre de 1815 con las instrucciones reservadas para hacer efectiva su patente de corso, Brown decidió zarpar y así lo hizo desde Buenos Aires el 15 de septiembre de 1815, junto al bergantín Santísima Trinidad. 
La Hércules iba al mando directo de Miguel Brown y la Santísima Trinidad al de Chitty. Si bien la ´´Hércules debía contar oficialmente con 200 hombres, cuando finalmente zarpó de Buenos Aires lo hizo con solo 102.
Luchó contra los españoles en el Océano Pacífico haciendo numerosas presas. El 21 de enero de 1816 bombardeó y bloqueó el puerto militar de El Callao y en febrero efectuó una incursión a Guayaquil. Actuó en conjunto con Hipólito Bouchard en el sector de las Islas Galápagos tras lo que siguió al norte hasta la costa del Chocó, en Colombia, en poder de los independientes.
En febrero de 1816 los españoles afirmaban que aún estaba pintada de negro. Su estado no era bueno. La Gaceta de Lima en su edición del 9 de abril de 1816 señalaba que hacía 14 pulgadas de agua por hora.
A principios de junio de 1816, al zarpar de la bahía de San Buenaventura, solo estaba tripulada por 55 hombres. 
El brigadier español Juan Manuel de Mendiburu afirma que portaba entonces 24 cañones: 20 piezas de entre 12 y 18 libras "en batería corrida sobre el alcázar" y de "cuatro portas bajas asomaban los restantes cañones", de a 24 libras. Detalla también que "A proa, bajo de los fogones, tenían hornillo de bala roja". 
En junio cruzó el Cabo de Hornos, recaló en las Islas Malvinas y tras un temporal arribó a la costa brasileña a la altura de Cabo Frío, donde obtuvo noticias del Río de la Plata por el bergantín inglés Jane, las que lo impulsaron a continuar viaje hacia el Caribe.
El 25 de septiembre de 1817 en la bahía de Carlisle, frente a Bridgetown, Barbados, recibió la visita de las autoridades británicas y el 28 de ese mes a barlovento de la Martinica la Hércules fue capturada por sorpresa por el HMS Brazen al mando del capitán Stirling. Fue condenada como navío pirata por el Almirantazgo de Antigua el 13 de noviembre de 1818, pero ninguno de los oficiales y tripulantes fue juzgado como pirata, en lo que fue una maniobra para hacerse con el buque y su carga. Efectivamente, si bien la Alta Corte del Almirantazgo en Londres revocó finalmente la sentencia, tanto el buque como su equipo militar, su botín (mercurio, sedas, lencería, oro, etc.) y los efectos personales de sus tripulantes jamás fueron devueltos.
La Hércules y su artillería fue rematada en Antigua, y agregada a la flota del almirante venezolano Brion.